# نگمیرکی
نگمیرکی (به لاتین: Niemirki) یک روستا در لهستان است که در گمینا یابووننا لاتسکا واقع شده‌است.